# 히우 브랑쿠 외교원
히우 브랑쿠 외교원(포르투갈어: Instituto Rio Branco 인스치투투 히우 브랑쿠[*], -外交院)은 브라질의 브라질리아에 위치한 외교 분야의 고등교육 기관이다. 브라질 외무부 산하에 있으며, 1945년 4월 18일 브라질의 외교관 히우 브랑쿠 남작의 이름을 따 설립되었다. 브라질에서 외교관이 되기 위해서는 이곳의 교육 과정을 2년 간 필수로 이수하여야 한다. 이 기관의 교육 과정은 1995년부터 외교학 석사 학위 과정으로 인가되었다. 이 기관의 교육 과정을 모두 이수한 외교관 지망생에게는 외무부의 3등 서기관 자격이 주어진다. 학부 과정은 설치되어 있지 않다.

## 입학 과정
히우 브랑쿠 외교원에 입학하기 위한 자격은 브라질 태생으로 브라질 국적이 있고, 브라질 교육부에서 인가하는 학사 학위를 소지하고 있으며, 범죄 경력이 없고, 일정 나이 이상이 되는 것이다. 이 조건을 모두 만족한 외교관 지망생이 히우 브랑쿠 외교원에 입학하기 위해서는 다음과 같이 까다로운 절차의 입학 시험을 통과하여야 한다.
1. 서류심사
2. 영어 및 포르투갈어 필기시험
3. 국제관계 및 영어 구두시험, 브라질사, 지리, 법학, 경제학 필기시험
4. 신체 및 정신 검사

## 외교관의 승진
히우 브랑쿠 외교원을 마친 3등 서기관이 2등 서기관이 되기 위해서는 다시 '외교관 심화 과정'을 이수해야 하고, 1등 서기관을 거쳐 참사관이 되기 위해서는 '외교관 고급 과정'을 이수해야 한다. 또 참사관이 공사가 되기 위해서는 논문 심사를 통과해야 한다.